# 香港黃金交易所

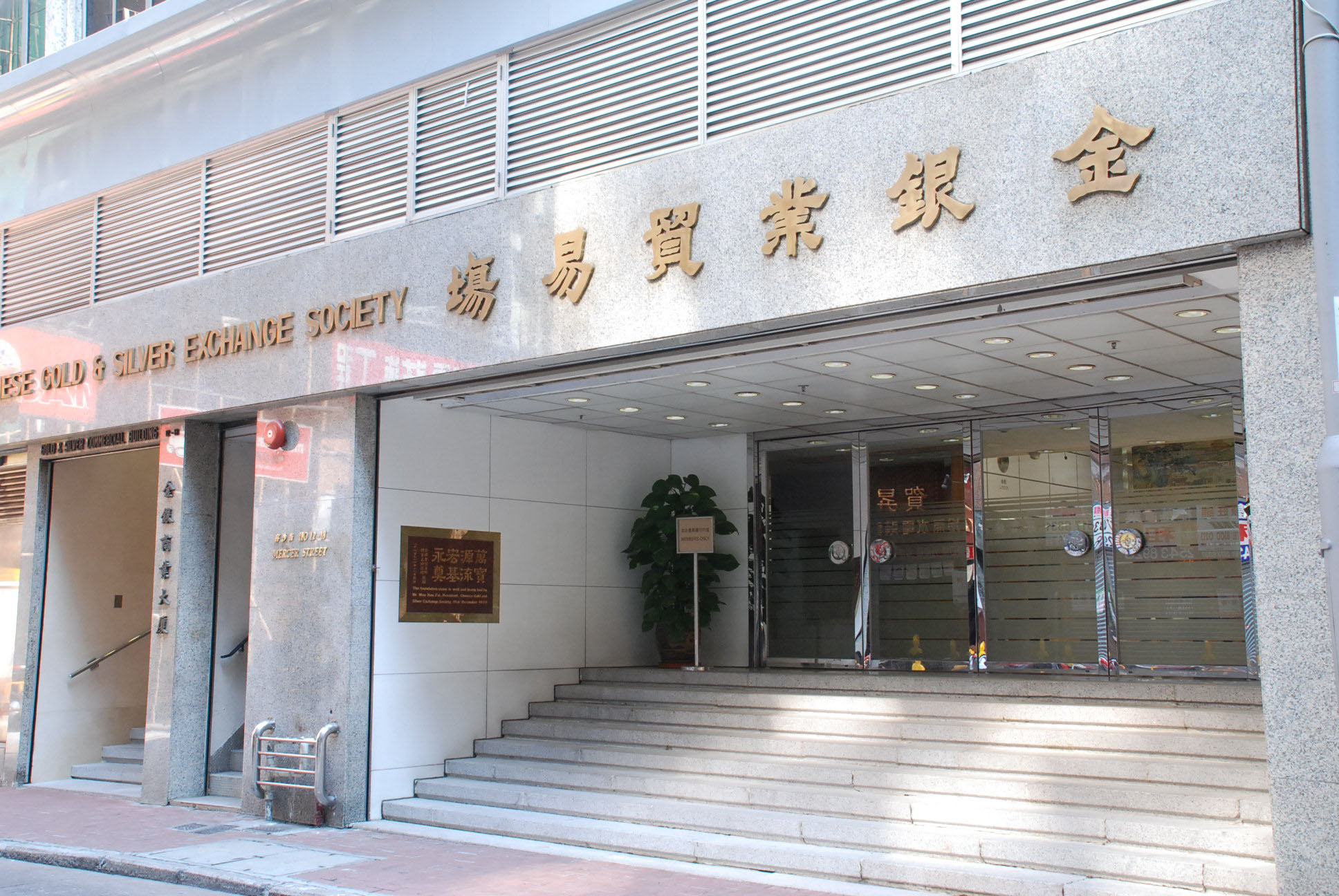
金銀業貿易場

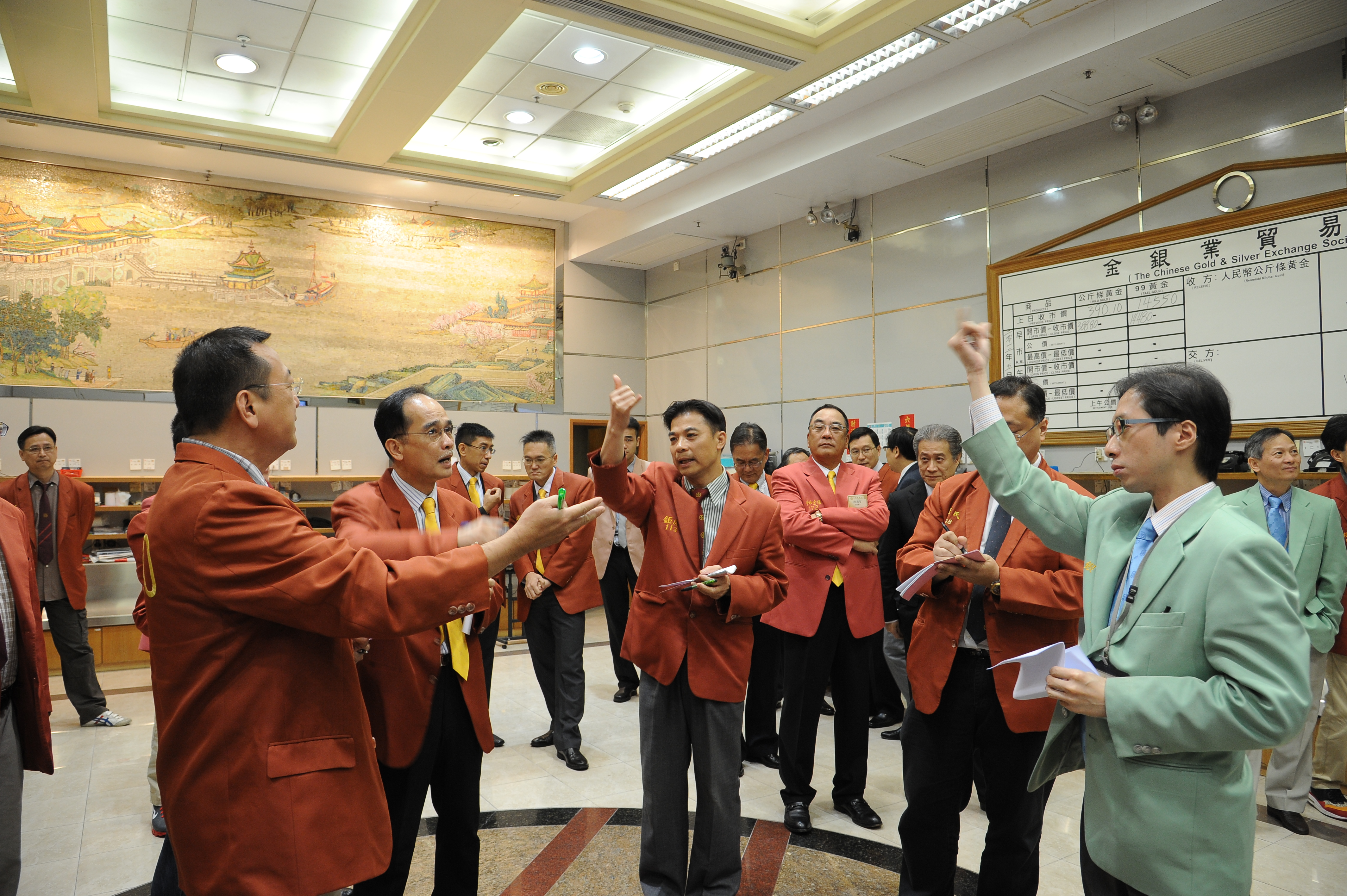
6.2MBpx

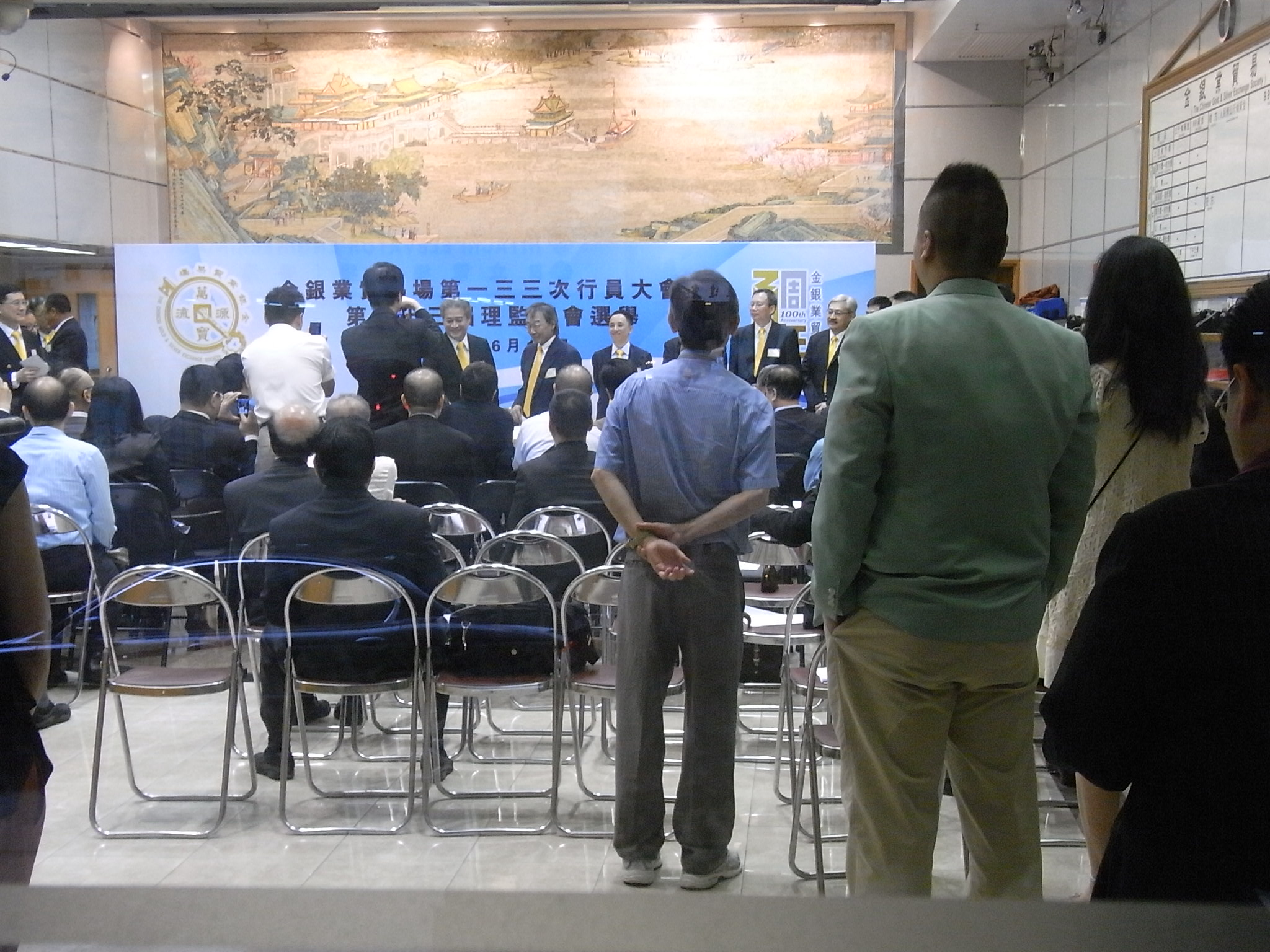
金銀業貿易場內貌

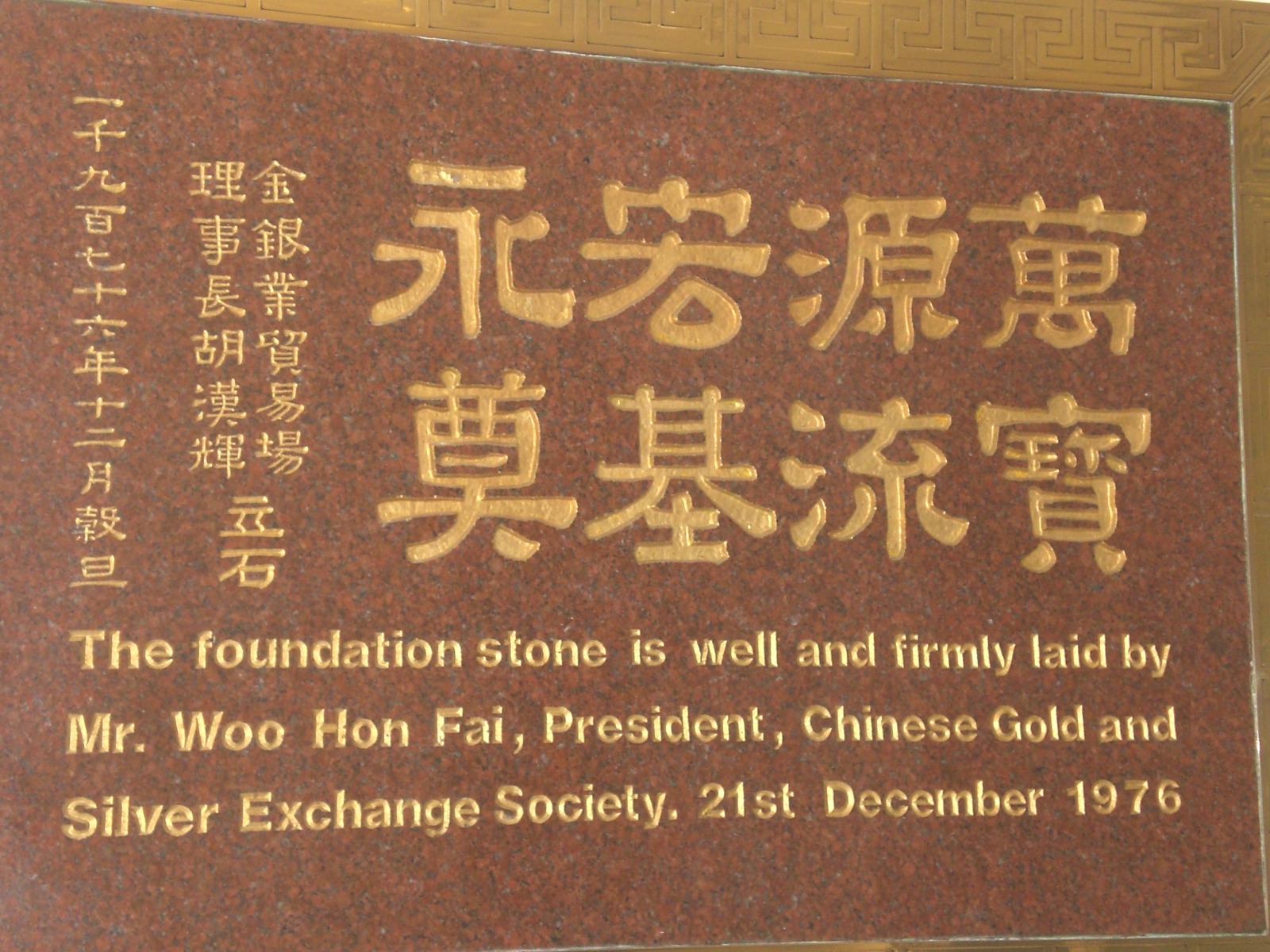
1976年的奠基石

香港黃金交易所（英語：Hong Kong Gold Exchange），前身是金銀業貿易場（英語：Chinese Gold and Silver Exchange）是香港的一家貴金屬交易所，成立於1910年，實行會員制度。其會員公司稱為「行員」，現有171家行員，主要來自銀行、大型連鎖珠寶商、黃金鑄煉商及金融機構等。

## 關於金銀業貿易場
金銀業貿易場旨在提供交易場所設施及相關服務予行員進行黃金、白銀等貴金屬買賣活動，是香港唯一进行實物黃金、白銀买卖的交易所（根據香港法例第82章第3d條，該場獲得豁免權經營交易所），是現時世界少有仍然保留公開喊價形式交易產品的平臺，以及電子形式交易平臺。

## 金銀業貿易場成就
由於金銀業貿易場是現貨黃金交易市場，對實物黃金交收的標準都有嚴格規定。配合現時國際化的標準及要求，香港貴金屬驗證中心（Hong Kong Precious Metals Assay Centre）（HKPMAC）於2010年由金銀業貿易場創辦，是一個獨立運作的實驗所，屬貿易場全資擁有。該驗證中心具備「香港實驗所認可計畫」（Hong Kong Laboratory Accreditation Scheme）（HOKLAS）的認可實驗所資格，按照國際認可的 ISO/IEC17025 標準管理， 依照國際公認的方法為客戶提供黃金產品（金條、金飾等）成色測試服務。
金銀業貿易場是自我監管的市場，並定期向香港財經事務及庫務局報告。而從業員監管方面，金銀業貿易場於2010年設立「貴金屬從業員註冊制度｣，並與香港證券及投資學會（HKSI）合作開辦「金銀市場」證書課程、出版「自學手冊」。

## 金銀業貿易場使命
金銀業貿易場之存在，是為投資者和黃金商人提供一個具有連續性、流動性和深度的黃金市場，可以讓大家充份利用黃金作為投資、投機、對沖和套戥的對象。

## 歷史
金銀業貿易場成立於1910年，當時稱為「金銀業行」，直至1918年才正式定名「金銀業貿易場」及登記立案。初期由著名的華資銀行恒生銀行、大生銀行等共同組織在一個地方交易，純為順應錢銀業的發展而創立。雖以金銀買賣為主要業務，但戰前還有〔八九〕大金、銀元大洋，戰後還有美鈔、日元、西貢紙、菲律賓披索和墨西哥金仔等買賣，與金條買賣同時在該場雙邊進行。隨著時代的發展和進步，金銀業貿易場逐漸提升黃金產品純度和標準，例如九九金。
金銀業貿易場憑著嚴密而有效的規章制度，經歷過戰爭動盪的時期，巍然屹立至今。為1980年1月，蘇聯揮軍入侵阿富汗，數日間高低價相差達$1,200.00，當時全世界主要金市，悉數停板，獨該場制度健全，應變有方，是全球惟一照常開市的金市。
1983年2月初，由於石油降價，美國聯邦儲備局收縮銀根、利息高企等因素關係，金價一度大幅波動，美國、新加坡等金市先後停板，惟該場仍繼續開市，如常買賣。
金銀業貿易場長久以來都有捐款和慈善服務，可追溯至1940年代，如一九四八年向政府申請西環海灘建設游泳場，除供同業職工，及家屬游泳外，並歡迎坊眾及外界參加，迄一九七三年因政府收回填海而停辦。1949年，創辦學校，初命名為「金銀業貿易場行員子弟義學」行員子弟，學費全免，並免費供應書本文具及午膳等。於1967年3月蒙教育司批准、轉隷為政府津貼學校，名為「金銀業貿易場學校」，後來於2006年與保良局屬校合併並改名為「保良局金銀業貿易場張凝文學校」。1952年，成立金銀業貿易場診療所，為行員及其家屬就診外，對外界人士亦竭誠服務，深獲社會人士稱許。診所除內科、外科外，並設有婦科、夜診、牙科、X光、各種病理分析化驗、心電圖電療機等設備。金銀業貿易場一直與政府和社區夥伴合作，以改善香港人民的生活品質，並為有需要的人們提供救濟。
時至今天，香港政府與金銀業貿易場一直保持相互尊重和合作關係。是香港政府唯一認可的實物黃金、白銀交易所，根據香港法例第82章第3條d，獲得豁免權經營交易所。
2025年1月1日，金銀業貿易場完成公司化，更名為香港黃金交易所，促進香港成為國際黃金交易中心。

## 外部連結
- 官網
- 香港證券及投資學會 The Hong Kong Securities and Investment Institute (HKSI Institute):https://www.hksi.org/en/qualification/practising-qualifications/ （页面存档备份，存于）
- 保良局金銀業貿易場張凝文學校： http://www.plkgspts.edu.hk （页面存档备份，存于）